# Наяки Мадурая
Наяки Мадурая (там. மதுரை நாயக்கர்கள்) — правящая династия народа телугу, правившая примерно с 1529 по 1736 год, в регионе, включающего большую часть современного штата Тамилнада, Индия, со столицей в Мадурае. Правление Наяков было эпохой, известной своими достижениями в искусстве, культурными и административными реформами, возрождением храмов, ранее разграбленных делийскими султанами, и открытием уникального архитектурного стиля.
Мадурайские наяки имели свое социальное происхождение среди воинственно-торговых кланов Балиджа в Южной Индии, особенно в штатах Андхра-Прадеш и Тамилнад.
Династия состояла из тринадцать правителей, из которых девять были королями, две были королевами и двое были совместными королями. Наиболее известными из них были король Тирумала Наяк (1623—1659) и королева Рани Мангаммал (1689—1704). Внешняя торговля велась в основном с голландцами и португальцами, так как англичане и французы еще не вторглись в регион.

## История

### Происхождение
Первоначально наяки были воинами-торговцами, говорящими на телугу, которые начинали как картаккалы (агенты) Виджаянагарской империи в южных регионах того, что станет Тамилнадом. Этот регион долгое время был неспокойной провинцией из-за его удаленности от Виджаянагара и был полностью покорен только в начале XVI века при Вире Нарасимхе. Первый наяк, Нангама, был популярным и способным военачальником Кришнадевараи. Кришнадеварайя Тулува послал Нангаму Наяка с большой армией, чтобы вернуть Пандья-Наду под имперский контроль. Хотя он был способным администратором, он был жестким правителем и отвергал любые претензии на власть со стороны мелких вождей, что делало его непопулярным. Кроме того, опытные офицеры, такие как Нангама Наяк, находились под строгим контролем Кришнадевараи, наложенным на них. К концу правления Кришнадеварайя Тулува на юге вспыхнули беспорядки, когда Чола Наяки открыто восстали и бежали в Траванкор, в то время как Нангама начал бросать вызов центральным приказам, все еще претендуя на власть губернатора. В ответ император послал сына Нангамы Вишванатху с большой армией отбить Мадурай. Вишванатха Наяк победил своего отца и отправил его в плен к Кришнадеварае, который, в свою очередь, помиловал Нангаму Наяка за его ценную службу. После победы над своим отцом Кришнадеварайя сделал Вишванатху губернатором Мадурая и других тамильских провинций в 1529 году, положив начало династии Наяков Мадурая.
Другая история гласит, что династия Пандья подверглись нападению со стороны Чола и обратились за помощью к махарадже Виджаянагара Кришнадеварае. Затем он послал Нангаму Наяка, чтобы вернуть Пандьям их законный трон. Нангама победил чола, но вместо этого потребовал трон для себя и сверг правителя династии Пандья. Поэтому Кришнадеварайя послал сына Нангамы Вишванатху Наяка победить его, что он и сделал. Таким образом, он стал наяком региона. Однако эта история не имеет эпиграфических свидетельств в ее поддержку.

### Приход к власти
Изначально Вишванатха Наяк не был независимым, к нему относились как к еще одному губернатору, которого император Виджаянагара послал для сохранения контроля над провинцией. Первоначально он также контролировал Чола-Наду, которым правил феодальный принц Чола, но он был передан Наякам Танджавура. В 1544 году Вишванатха Наяк помог армии Алии Рама Рая подчинить себе Траванкор, который отказывался платить дань.
Вишванатха также восстановил укрепления в Мадурае и сделал путешествия более безопасными. Он расчистил джунгли вокруг берегов Кавери возле Тируччираппалли и уничтожил там гнёзда разбойников. Он также расширил границы королевства, так что на момент его смерти оно включало большую часть современного южного и западного Тамилнада. Однако многих местных вождей все еще раздражало его правление, и поэтому, чтобы успокоить их, главный министр Вишванатхи Ариянатха Мудальяр помог ему использовать систему палаям или полигар. Система представляла собой квазифеодальную организацию страны, которая была разделена на множество палаямов или небольших провинций; и каждым палаям управлял палаяккарар или мелкий вождь. Ариянатха организовал королевство Пандья в 72 палаяма и правил 72 вождями полигаров. Из 72 палаямов Курвикулам и Илаярасанендал, которыми правили Наяки Камма из кланов Пеммасани и Равелла, считались королевскими  палаямами . В последний год своей жизни он отрекся от престола и был жив до вступления своего сына в правящую власть в 1564 году, после чего умер.
Сын Вишванатхи, Кришнаппа, был коронован в 1564 году. Он сразу же столкнулся с угрозами со стороны дворян, недовольных новой системой палаям, введенной его отцом. Эти дворяне во главе с Тумбиччи Наякой спровоцировали восстание среди некоторых полигаров, которое было подавлено Кришнаппой. В том же году он отправил контингент на битву при Таликоте (1565), но он не смог прибыть вовремя. Это поражение сделало Наяков практически независимыми. Когда король Канди, друг Тумбиччи Наяки, перестал посылать дань, Кришнаппа возглавил вторжение в Канди. Во время этого вторжения он убил короля Канди, отправил жену и детей покойного короля в Анурадхапуру и назначил там своего зятя Виджая Гопала Найду своим наместником, чтобы обеспечить дань.
После его смерти в 1572 году власть в королевстве перешла к его сыну Вираппе Наяке. В некоторых документах утверждается, что два сына Кришнаппы Наяки были соправителями, в то время как другие историки утверждают, что какой-то член королевской семьи был связан с правлением, но на самом деле не был правителем, как в системе yuva raja во многих княжеских государствах. За это время он подавил очередное восстание полигаров, незаконных потомков династии Пандьев. Вираппа правил в период относительной стабильности. Его отношения с его номинальными повелителями империи Виджаянагара различались по силе, но в целом были сердечными. После его смерти в 1595 году власть перешла к его старшему сыну Кришнаппе Наяке II. В это время он возглавил оккупацию Траванкора и признал Венкатапати Рая императором Виджаянагара. Во время его правления умер Ариянатха Мудальяр, а сам он умер в 1601 году.

### Вершина власти
После его смерти возник кризис престолонаследия, и младший брат Кришнаппы II Наяки, Кастури Рангаппа, захватил трон, но через неделю был убит. Правителем стал Мутту Кришнаппа Наяка, сын второго брата Кришнаппы II Наяки. Его правление было в основном сосредоточено на организации южного побережья, населенного в основном параварами. Местное население ловило рыбу и ныряло за жемчугом, что делало их ценным источником дохода, но предыдущие Наяки, как правило, пренебрегали этим регионом. Регион постепенно стал независимым и попал под контроль Португалии. Однако, когда португальцы заявили, что побережье теперь принадлежит им, и начали собирать налоги, Мутту Кришнаппа начал посылать офицеров по имени Сетупати в современный Раманатхапурам, где в их обязанности входило защищать паломников, направляющихся в Рамешварам, и принуждать португальцев уважать власть наяков в регионе. Мутту Кришнаппе Наяку приписывают основание династии Сетупати в Рамнаде.
В 1609 году ему наследовал сын Мутту Вираппа Наяк (1609—1623), который желал большей независимости от своих махараджей Виджаянагарской империи и поэтому перестал регулярно платить дань. После смерти Венкатапати Рая в 1614 году дворянин Гоббури Джагга Рая убил его преемника Шрирангу II и его семью. Это вызвало кризис преемственности в империи Виджаянагара, и гражданская война вспыхнула между ним и Рамой Девой Раей, сыном Шриранги II, который бежал. Мадурай, Джинджи и португальцы поддерживали сторону Джагги Райи, в то время как Рагхунатха Наяк из Танджавура и Яхама Наяк из Калахасти были среди тех, кто поддерживал Раму Деву Раю. В битве при Топпуре в 1616 году полководцы Рагхунатха и Яхама нанесли сокрушительное поражение войскам Джагги Рая, и он был убит. Мутту Вираппа был вынужден платить огромную дань Виджаянагарской империи. Затем он перенес свою столицу в Тируччираппалли. Мутту Вираппа скончался в 1623 году.
Мутту Вираппу сменил его брат Тирумала Наяк (1623—1659), как фактический, так и юридический правитель, в 1623 году. Одним из его первых действий было перенести столицу обратно в Мадурай, как для лучшей защиты от вторжения, так и для ее религиозного значения. Изменение заняло 10 лет и было окончательно сделано в 1635 году. Он также увеличил численность армии до 30 000 человек. В 1625 году королевство снова было захвачено Майсуром, но Тирумала и его генералы Рамаппайя и Ранганна Наяк остановили вражеское вторжение и начали контратаку, в которой осадили Майсур. Позже, в 1635 году, Траванкор перестал платить дань Мадураю, поэтому Тирумала Наяк послал армии, чтобы напасть на него, что вынудило Траванкор возобновить выплаты дани. В 1635 году Тирумала Наяк послал Рамаппайю против Сетупати Рамнада, который отклонил его решение по вопросу о престолонаследии. В этой кампании португальцы поддержали Тирумалу Наяка, и взамен он позволил им построить крепость и разместить небольшой гарнизон там, где они захотят.
В это время Виджаянагарская империя быстро падала, и поэтому Тирумала Наяк вообще отменил выплату дани. Однако, когда Шриранга III пришел к власти, он рассматривал это как акт восстания и собрал большую армию, чтобы подчинить своего вассала. Тирумала вступил в союз с Танджавуром и Джинджи, но Танджавур перешел на сторону Виджаянагара. Затем Мадурай заключил новый союз с султанатом Голконды, который осадил Веллор и победил Шрирангу III. Когда он обратился к своим наякам-вассалам с просьбой о союзе, все отвергли его, и Виджаянагар вообще пал. Голконда, завоевавшая Веллор около 1646 года, осадила Джинджи вместе с Биджапурским султанатом. Армия Тирумалы Наяка прибыла слишком поздно, чтобы спасти крепость.
В 1655 году, когда Тирумала Наяк находился на больничном одре, Майсур предпринял еще одно вторжение в Мадурай, и поэтому он доверил свою защиту Сетупати Рамнада, который успешно отразил майсурцев. Взамен с Сетупати Рамнада был снята выплата дани в пользу Мадурая.

### Упадок
В 1659 году Тирумале наследовал его сын Мутту Вираппа II, который правил всего четыре месяца, а затем ему наследовал Чокканатха Наяка (1659—1682). В первой половине своего правления его командующий армией и главный министр восстали при поддержке Танджавура. В отместку он разгромил повстанцев и вторгся в Танджавур, ненадолго поставив там правителем своего брата Мудду Алагири. Но вскоре Мадурай потерял контроль над регионом, так как Алагири объявил о своей независимости, а маратхи под командованием Вьянкоджи Бхонсле завоевал провинцию в 1675 году. Затем Чокканатха вел войну с Майсуром и потерял больше территории, но его сын и преемник Мутту Вираппа III отвоевал ее. После его смерти в 1689 году Мутту Вираппу III (1682—1689) сменил его малолетний сын Виджаяранга Чокканатха вместе со своей матерью Рани Мангаммал в качестве регента. С расширением Империи Великих Моголов к южной Индии регентша Рани Мангаммал признала, что было бы лучше отдать дань моголам, чем позволить им вторгнуться. Она поддерживала захват моголами форта Джинджи у маратхского лидера Раджарама Бхонсле, который в противном случае напал бы на Мадурай и Танджавур.
Сын Мутту Вираппы III Виджаяранга Чокканатха достиг зрелости в 1704 году. Однако он больше интересовался ученостью и обучением, чем правлением, и поэтому реальная власть перешла к его главному советнику и командующему армией, которые, как было известно, чрезвычайно злоупотребляли своей властью. После его смерти в 1732 году его жена, королева Минакши (1700—1736), решила усыновить сына Бангару Тирумалая Наяка, члена правящего королевского дома. Однако между Бангару Тирумалаем и Минакши началась жестокая борьба, и он возглавил восстание против неё. В 1734 году наваб Аркота Дост Али-ханотправил экспедицию на юг, чтобы потребовать дань и верность от тамошних королевств, и в отчаянии Минакши отдала дань зятю наваба, Чанде Сахибу, чтобы сформировать союз. Бангару Тирумалай отступил на крайний юг, в Мадурай, и возглавил большую силу недовольных полигаров в 1736 году. Хотя они взяли Диндуккал, Минакши и Чанда Сахиб организовали армию для нападения на Бангару Тирумалая. В битве при Аммаянаяккануре близ Диндуккала войска Бангару Тирумалая были разбиты, и он бежал в Сивагангу. Однако, как только он был допущен в форт Тируччираппалли, Чанда Сахиб объявил себя королем и заключил Минакши в её дворец, навсегда положив конец мадурайским наякам. Традиция гласит, что она отравилась в 1739 году.

## Администрация
Мадурайские наяки придерживались децентрализованного стиля управления. Король был верховным правителем, но его главным советником был
далавай, который контролировал как гражданские, так и военные вопросы. Тремя наиболее эффективными далавами были Арийанатха Мудалиар, Эамппайя и Нарасаппайя. Следующей наиболее важной фигурой был прадхани или министр финансов, а затем райасам, глава бюрократии. Империя была разделена на провинции и местные области, каждая со своим губернатором и бюрократией. Самой основной единицей была деревня. Доход будет получен за счет налогов на землю.
Наяки также имели параллельную систему управления. Они разделили свою территорию на 72 палаяма, каждым из которых правил
палайяккарар, более известный как полигар. Эти вожди-воины обладали значительной автономией от центра и обладали полномочиями правоохранительной и судебной администрации. Взамен они отдавали треть доходов палаяме Наяка, а еще треть — на содержание армии. Часто, однако, полигары были полностью вне центрального контроля и совершали набеги и грабили близлежащие территории.

## Культура

### Язык
Основными языками правления Наяков были телугу и тамильский. Тамильский язык использовался в основном простыми людьми, хотя в регионе были некоторые культиваторы телугу. Мадурайские наяки, с другой стороны, имели телугу в качестве родного языка, но также могли говорить на тамильском языке.

### Искусство и архитектура
Наяки были одними из самых плодовитых архитекторов Южной Индии. Большая часть их работы была расширением и дополнением к существующим структурам Виджаянагара или до Виджаянагара. Безусловно, их величайшей работой был комплекс Минакши-Сурендесвара в Мадурае, который известен своими четырьмя возвышающимися гопурами высотой до 50 метров. Первоначальная структура, которая стояла там во времена династии Пандия, была заброшена во время Мадурайского султаната и пришла в упадок, и правители Виджаянагарской империи начали ее восстанавливать. Однако наяки внесли наиболее значительный вклад в храмовый комплекс. Каждое из дополнений к храму было сделано разными правителями на разных этапах, и почти все правители династии или их жены и министры делали щедрые пожертвования храму и его строительству, так что он вырос до размеров 254 на 238 метров. Наяки в основном следовали дравидийскому стилю архитектуры, с большим акцентом на возвышающиеся структуры и сложную резьбу. Большая часть работ была сосредоточена вокруг добавления различных мандап, или колонных залов, заполненных различными резными колоннами, такими как мандапа пуду непосредственно примыкает к комплексу. Другие важные работы включали Ажагар ковиль и Тирупаранкундрам Муруган Ковиль в окрестностях Мадурая, а также расширение храмового комплекса Ранганатхи в Шрирангаме. В случае храма Ранганатхасвами Наяки расширили первоначальную святыню до семи концентрических корпусов, каждый из которых был увенчан возвышающимися гопурами. Однако этот проект был незавершенным, когда династия Наяк пала, и с тех пор был продолжен в наши дни.
Хотя храмовая архитектура была главным занятием наяков, они строили и другие здания. Тирумала Наяк (1623—1659) известен своим огромным Тирумалай Наякар Махал, который, по предположению Джорджа Митчелла, должен был быть самой большой из всех королевских резиденций в 17 веке, развивает более раннюю дворцовую архитектуру периода Виджаянагара. Эта архитектура включает в себя как полностью местные элементы, такие как квадратные и прямоугольные основания с U-образными восходящими этажами с многочисленными кортами и верандами, так и двойные изогнутые карнизы, гопурам-подобные башни и оштукатуренные скульптуры, а также элементы, заимствованные у бахманов, такие как значительное присутствие арок, остриев и геометрических узоров. Этот стиль Виджаянагара был смешан с местной тамильской архитектурой, например, использование цилиндрических колонн, таких как тамильская деревянная архитектура, для создания новых архитектурных стилей для грандиозных зданий, таких как Thirumalai Nayakar Mahal. Только две части этого дворца все еще стоят, танцевальный зал и зал аудиенций
Наяки также занимались многими общественными работами, такими как ирригационные каналы и крепости.

### Монеты
На некоторых ранних монетах Мадурайских наяков изображена фигура короля. Бык также часто встречается на монетах Мадурайских наяков. Чокканатха Наяк (1662—1682), один из последних правителей династии, выпускал монеты с изображением различных животных, таких как медведь, слон и лев. Он также выпустил монеты с изображением Ханумана и Гаруды. Надписи на монетах наяков написаны на тамильском, телугу, каннада и нагари. В отличие от монет многих более ранних династий, монеты Наяк легко доступны для коллекционеров монет.